# 谷献军
谷献军(1972年—）為原解放軍總後勤部副部長、中国人民解放军中将谷俊山之弟、中國地產商，涉嫌一起贪污贿赂案。

## 生平
谷氏从部队复员后在濮阳市检察院当司机开车，后来回东白仓村作为副支书。。谷氏旗下容金建设投资有限公司开发的容金国际花园楼盘，占用了胡村乡胡村集的土地。2009年，谷献军以每亩六万多元价格从村民手中买下东白仓村的20亩责任田，建起马颊河别墅区。谷献军将家门前的那条路命名为容府大道。2006年，谷献军占用东白仓村十三四亩集体土地，建起“将军府”。由故宫设计院的工程师亲自设计，仿照故宫建筑建造。主楼三层，配楼两层，2009年动工直至2011年夏天初步竣工。2013年1月16日，公安机关展开网上追逃。
在濮阳，谷氏家族开发有商贸城，已售和待售的各种楼盘包括容金豪庭、容金国际花园等，以及位于城市中心的家具厂及帆布厂生产物品专供军队后勤，这两个厂当地人俗称“兵工厂”。其中帆布厂专门生产绿色军用帆布帐篷，有上千平方米的车间，工人数百人，年产值三四千万。其家族的容现代办公机具有限公司，其占用土地由濮阳高新开发区领导一次批给谷献军300亩，其中30亩被其倒卖。该厂生产铁皮柜、高架床、办公桌椅等，供军队使用。谷俊山受到调查后两家工厂关闭

## 資料來源
1. 1 2  . 腾讯. 2014-01-15  [2014-01-25]. （原始内容存档于2014-01-19）.
2. ↑  .   [2018-06-05]. （原始内容存档于2018-06-12）.
3. ↑  .   [2018-06-05]. （原始内容存档于2014-01-21）.
4. ↑  .   [2018-06-06]. （原始内容存档于2018-06-12）.
5. ↑  .   [2018-06-06]. （原始内容存档于2018-06-12）.